# ブーヴィーヌの戦い
ブーヴィーヌの戦い（フランス語: Bataille de Bouvines, 英語: Battle of Bouvines, 1214年7月27日）は、フランス王フィリップ2世（尊厳王）率いるフランク諸侯連合軍が、神聖ローマ皇帝オットー4世率いるドイツ（神聖ローマ帝国）・イングランド連合軍をフランドルとフランスの境近くのブーヴィーヌで破った戦いである。
1214年初頭、勢力を拡大しつつあったフランス・フィリップ2世に対抗するべく、神聖ローマ皇帝オットー4世・イングランド王ジョン・フランドル伯フェラン・ブローニュ伯兼ダンマルタン伯ルノー1世・ブラバント公アンリ1世・ホラント伯ウィレム1世・ロレーヌ公ティボー1世・リンブルフ公ハインリヒ3世といった多くのドイツ・フラマン・イングランドの諸侯が集結した。この連合の目的は、フィリップ2世が在位初期ごろに征服した地域をフランス支配から解放することであった。
7月後半、両者は機動戦を繰り広げ、7月27日、ブーヴィーヌにて遂に両者は全面衝突した。連合側は長く伸び切った縦隊陣形により命令体系が遅れ、フランス軍側に対し不利な立場に置かれた。一方フランス軍は、連合軍に比べ統率が取れ、また騎士に対する訓練も十分に行き届いていたために、連合軍左翼に陣取っていたフラマン人騎馬隊に対し破壊的な突撃を敢行することができた。連合軍中央に陣取っていたオットー4世率いる歩兵・騎士部隊は戦闘序盤、フランス軍中央に布陣していた歩兵を散り散りに打ち破り、フィリップ2世をも討ち取らん勢いであった。しかしフランス騎士部隊の反撃により、連合軍戦列から突出しすぎていたオットー4世率いる歩兵・騎士部隊全軍は引き下がった。オットー4世はそのまま戦場から撤退し、神聖ローマ帝国旗である鷲の紋章旗を奪取したフランス軍の追撃によりオットー4世と共に逃げていた多くの騎士が討たれた。連合軍の左翼・中央部隊は敗走し総崩れとなったものの、連合軍右翼に布陣していたブローニュ伯・ソールズベリー伯ウィリアム・ロングスピー率いる部隊はフランス軍の猛攻を持ち堪えた。しかしながら、彼らも遂には撃ち破られ、両者は戦死、彼らの配下は逃げるか、殺害されるか、捕虜に取られた。戦闘が終わる頃には日も暮れだしたため、フランス軍は敗走する連合軍に対する追撃を行わず、そのまま戦いは集結した。
フランスの勝利により、イングランド・フラマン人らの失地回復の希望は見事に打ち砕かれた。オットー4世はこの戦いでの敗北で皇帝としての威厳を完全に失ってしまい、教皇インノケンティウス3世から破門宣告を受け、皇帝の座から引き摺り下ろされた（その後皇帝の座にはホーエンシュタウフェン家出身のフリードリヒ2世が就任した）。ジョン王はこの戦いでの敗北でアンジュー地方を放棄せざるを得なくなり、シノンの和約によって平和裏にフィリップ2世に引き渡された。この条約によってアンジュー帝国は崩壊した。またこのブーヴィーヌでの惨劇により、これまでジョンに不満を抱いていた諸侯らの反発が爆発し、1215年にはマグナ・カルタにより国王の私権を制限するに至った。フランドル伯とソールズベリー伯はフランス側に捕虜として捕まり監禁された。そして、西洋におけるパワーバランスが大きく変動し、13世紀ごろ、教皇はフランスの軍事的パワーを頼るようになった。フィリップ2世のこの戦いでの勝利は、自身の直轄地を拡大に繋がり、結果ヨーロッパ中にフランス王家の名声を轟かせる下地を作っただけでなく、フランスにおける絶対君主制の下地を形成し、アンシャン・レジームの形成にも繋がった。

## 背景
プランタジネット家のイングランド王ジョンは、後世「アンジュー帝国」と称されたフランス領土の大部分を、甥のブルターニュ公アルテュール1世やフランス王フィリップ2世との抗争で失っており、その回復を目指していた。一方、以前からプランタジネット家と同盟していたヴェルフ家出身の神聖ローマ皇帝オットー4世は、フランス王やローマ教皇と結んで皇帝位を狙うホーエンシュタウフェン家のフリードリヒ2世の脅威を感じていた。また、フランドル伯フェランはフランス王と抗争しており、自領への侵攻を受けていた。
1213年にジョンは教皇との争いを解決した後、オットー4世らと謀って、フィリップ2世を南北から挟撃する計画を立てた。ジョンがフランス南部に進撃し、同時にドイツ、フランドル軍がフランドルからフランスに侵入するというもので、1214年に入るとジョンはギエンヌから侵攻してポワチエ、アンジューを回復したが、オットー4世はドイツ諸侯の動員に手間どり進軍が遅れた。この間に、フィリップ2世は王太子ルイを南部に派遣したため、ジョンはギエンヌに撤退してしまった。残るフランス北部の連合軍はフィリップ2世が自ら軍勢を率いて当たることにした。フィリップ2世は連合軍の追走を受けながら、自軍に有利な場所を選んだ。戦いの前日、フィリップ2世はトゥルネーで作戦会議を開き、西に20kmあるブーヴィーヌでの会戦を決意した。

## 経過

### フランス軍の作戦
皇帝軍、イングランド軍、諸侯の軍の寄せ集めだった連合軍と違い、フランス軍はフィリップ2世の指揮の下で統一的な行軍をすることができた。当時は騎士による騎馬突撃戦法の全盛時であり、いかに自軍に優位な状況を作り出すかが勝敗を決した。フィリップ2世が連合軍との会戦を先延ばしにして北へと軍を進めていったのは、背後を追い掛ける連合軍にとってはそれだけで負担が大きいと考えたからだった。ブーヴィーヌを会戦の場に選んだフィリップ2世は、軍勢を3つの大きな部隊に分けて、それぞれに歩兵と騎兵を配置した。先に到達して陣形を整えたフランス軍に対して、連合軍は統一的な行軍をすることができず、かなり長い距離に引き延ばされた状態になっていた。そしてフィリップ2世の目論見通り、連合軍は戦場に到着した軍勢から攻撃をはじめた。

### 戦闘
連合軍で最初に戦場に到着したのはフランドル伯の軍だった。フランドル軍は後続の友軍を待たずにフランス軍の右翼に攻撃をしかけた。フランス軍右翼は重装騎兵と支援の軽装騎兵で構成され、ブルゴーニュ公とシャンパーニュ伯に率いられていた。騎馬同士の激突は短時間で決着が付き、フランドル軍は蹴散らされた。フランス軍の右翼に配置されていた歩兵は戦いに参加しなかったので、中央の部隊を支援する余裕ができた。
次に、オットー4世が率いる皇帝軍が戦場に到着し、フィリップ2世率いる中央の部隊に攻撃を開始した。皇帝軍の激しい攻撃によってフィリップ2世も落馬するほどの状況になったが、フランス軍の隊列は崩れることなく耐え続け、フランス軍右翼の歩兵の増援によって形成は逆転した。中央での激戦とほぼ同時に、イングランドとブローニュの軍も戦場に到着してフランス軍の左翼に攻撃を開始した。ブローニュ伯ルノー1世は歩兵戦術に長けていてフランス軍左翼と互角に戦ったが、それぞれの持ち場で勝利したフランス軍右翼と中央の部隊が支援に回ると抵抗も潰えた。
こうして会戦は各個撃破によってフランス軍が完勝した。神聖ローマ皇帝オットー4世は戦場から逃亡することができたが、フランドル伯フェラン、長剣伯ウィリアム、ブローニュ伯ルノー、ホラント伯ウィレムの他、25人の貴族と139人の騎士が捕虜になった。

## 戦後の影響
この戦いにより、フィリップ2世が進めてきたフランスの優位は確定し、以降1世紀に渡り、ヨーロッパにおけるフランスの優位が続いた。
神聖ローマ皇帝オットー4世は皇位を失った。イングランド王ジョンは、大陸領土の回復に失敗し、本国では諸侯の反乱に屈してマグナ・カルタを認めることになる。